# الدعارة في تايلاند

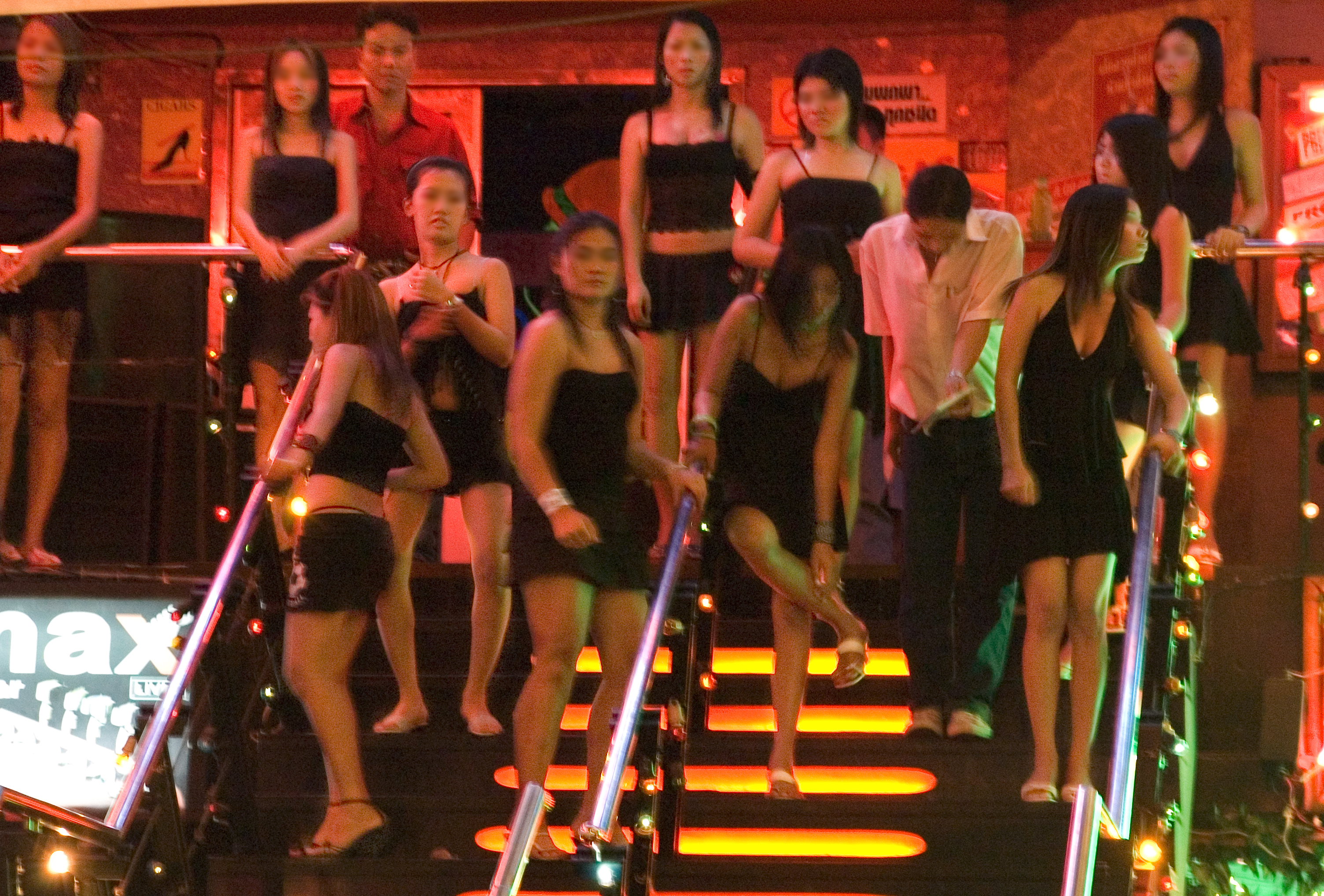
بائعات الهوى في انتظار الزبائن، في مدينة باتايا

الدعارة في تايلاند ليست في حد ذاتها غير قانونية، لكن التحريض العلني على الدعارة محظور إذا تم ذلك "بشكل علني وبدون خجل" أو "سبب إزعاجًا للجمهور". وعلى الرغم من ذلك، لا تزال الدعارة منتشرة في البلاد بسبب فساد الشرطة والتبعية الاقتصادية التي يعود تاريخها إلى حرب فيتنام. تشمل العوامل التي تساهم في انتشار الدعارة الفقر، وانخفاض مستويات التعليم، ونقص فرص العمل في المناطق الريفية. تأتي العديد من البغايا من المنطقة الشمالية الشرقية (إيسان) من تايلاند، أو الأقليات العرقية، أو الدول المجاورة مثل كمبوديا وميانمار ولاوس. من الصعب تحديد العدد الدقيق للعاهرات من كلا الجنسين؛ حيث تتباين التقديرات بشكل كبير وطنيا ودوليا. ومع ذلك قدّر برنامج الأمم المتحدة المشترك المعني بفيروس نقص المناعة البشرية/الإيدز في عام 2019 إجمالي عدد المشتغلين بالجنس في تايلاند بنحو 43000 شخص.
لطالما كانت الدعارة قانونية وشائعة في تايلاند لعدة قرون. منذ مملكة أيوثايا (1351-1767)، حيث كانت الدولة تدير بيوت الدعارة بنفسها وتفرض ضرائب عليها. قدرت إيراداتها بحوالي 6.4 مليار دولار أمريكي سنويًا عام 2015، وهو ما يمثل حوالي ٪1.5 من الناتج المحلي الإجمالي في تايلاند.

## التاريخ
يعود تاريخ الدعارة في تايلاند إلى ما لا يقل عن ستة قرون، من خلال توثيقات الرحالة الصيني المسلم ما هوان (1433) والمستكشفين الأوروبيين أمثال جاكوب كورنيليوس فان نيك عام 1604 وآخرون. لكنها تفاقمت خلال الحرب العالمية الثانية بسبب الاحتلال الياباني والاستخدام المكثف لتايلاند كمركز «للراحة والاسترخاء». ثم مركزا للترفيه من قبل القوات الأمريكية خلال حروب الهند الصينية الثانية (1963-1973)).

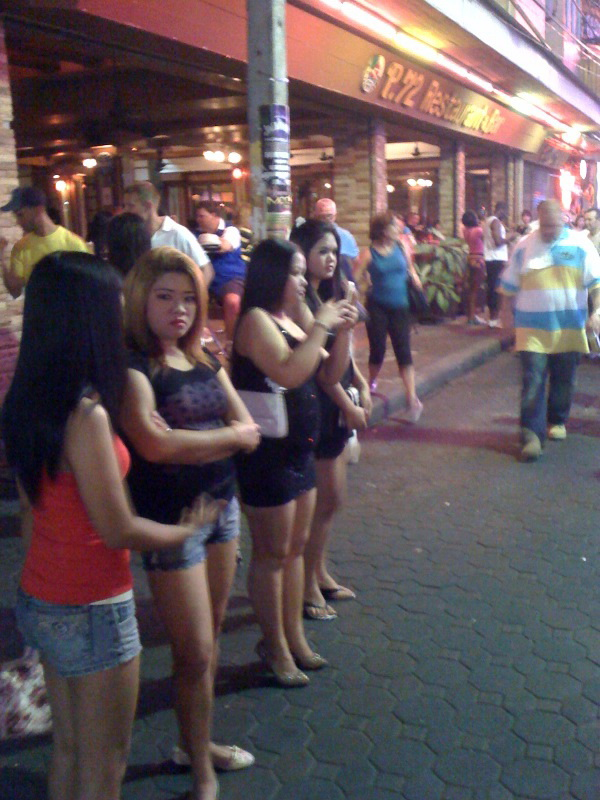
بائعات هوى في مدينة باتايا.

عندما ألغى الملك شولالون كورن الملقب براما الخامس العبودية في عام 1905، وجدت النساء أنفسهن فقيرات ودون مورد عيش فباشرن ممارسة الجنس من أجل الاسترزاق. وكان أوائل الزبناء من الرجال الصينيين الذين نزحوا بالملايين بغرض القيام بأعمال البناء. في عام 1908، أصدر الملك قوانين تقنين الدعارة ومساعدة المشتغلين بالجنس في الحصول على الرعاية الطبية.
تتمتع تايلاند بتقليد قديم ومستمر في النصوص القانونية، إذ حكم ملوك الأمة السيامية شعوبهم في العصور القديمة بالقوانين التي كانت مستمدة أصلاً من النص اللاهوتي السنسكريتي دارما شاسترا من معاهدة اللاهوت الهندوسي القديم، حيث يتم تعريف الدعارة بشكل مختلف وحظرها عالميًا. انتهى عصر النصوص القانونية التقليدية في أوائل القرن العشرين، لكن هذه النصوص السابقة كانت مهمة من حيث المضمون وروح التشريع الحديث.
في القرن العشرين، صدرت مجموعة متنوعة من القوانين المتعلقة بالدعارة، بما في ذلك قانون الوقاية من الأمراض المعدية لعام 1908 وقانون الأماكن الترفيهية لعام 1966. في الخمسينيات من القرن الماضي، بدأ رئيس الوزراء التايلاندي سارات ثانارارت حملة أخلاقية شملت تجريم الدعارة من خلال فرض الغرامات والعقوبات السجنية. تم تقديم نظام للفحوص الطبية و «إعادة التأهيل الأخلاقي» وتم تحويل اللوم العام من المتاجرين والقوادين إلى المومسات أنفسهم. في عام 1960 وتحت ضغط الأمم المتحدة. أصدرت التايلاند قانونا يجرم الدعارة حيث وضعت الحكومة نظامًا لمراقبة العاملين في القطاع من أجل منع إساءة معاملتهم والسيطرة على انتشار الأمراض المنقولة جنسياً.
تم إلغاء قانون عام 1960 بموجب قانون منع وقمع الدعارة (B.E. 2539 (1996.

## محاولات التقنين
في عام 2003، حاولت وزارة العدل إضفاء الشرعية على الدعارة كمهنة رسمية ذات فوائد صحية ودخل خاضع للضريبة فعقدت مناقشة عامة حول هذا الموضوع. تم اقتراح التقنين والتنظيم كوسيلة لزيادة عائدات الضرائب، والحد من الفساد وتحسين وضع العمال. ومع ذلك، لم يتم القيام بأي خطوات أخرى.

## الأمراض
في عام 2008، كان هناك ما مجموعه 532,522 مواطنا تايلانديا يعانون من فيروس نقص المناعة المكتسبة (الإيدز). وفي عام 2013 قدّر برنامج الأمم المتحدة المشترك المعني بفيروس نقص المناعة المكتسبة أن عدد الموانين التايلانديين المصابين بالفيروس هو ما بين 380,000 إلى 520,000 شخصا.
في عام 2016، قدرت نسبة انتشار الفيروس بين البالغين التايلنديين الذين تتراوح أعمارهم بين 15 و 49 عامًا 1.1 بالمائة. وفي عام 2017، بلغ عدد التايلانديين المصابين بفيروس نقص المناعة المكتسبة 440,000 شخص. في المقابل قدر معدل انتشاره بين المومسات المستقلات في مجال الدعارة 2.8 في المائة. مقارتة بنسبة 0.6 في المئة بالنسبة للمومسات العاملات في دور الدعارة المغلقة بالجنس في بيوت الدعارة.
قام وزير السياحة والوقاية من الإيدز من عام 1991 إلى عام 1992 ميكاي فيرافيديا الشهير باسم «السيد كوندوم»، بحملة وقائية لرفع الوعي من الأمراض المعدية واستخدام الواقي الذكري. كما أسس سلسلة مطاعم Cabbages and Condoms التي تقدم الواقي الذكري المجاني للعملاء.
في أعقاب إعلان الحكومة التايلندية عن الخطة الخمسية الأولى لمكافحة فيروس نقص المناعة في البلاد، تم الإعلان عن «برنامج الواقي الذكري بنسبة 100٪» الذي أصدره ميكاي، ما حذى بزيادة في استخدام الواقي الذكري بشكل كبير منذ عام 1994، برغم من عدم وجود بيانات حالية عن استخدام الواقي الذكري.
أصدر البرنامج تعليمات للعاملين في مجال الجنس برفض ممارسة الجنس دون استخدام الواقي الذكري ومراقبة إحصائيات المركز الصحي لرصد أماكن الدعارة التي لا تستخدام الواقي الذكري.